# EPICA
El Proyecto Europeo de Muestreo de Hielo en Antártida (EPICA por su acrónimo en inglés, European Project for Ice Coring in Antarctica) es un proyecto de investigación común entre la Comisión Europea y la European Science Foundation (Fundación Europea de la Ciencia). Por medio del muestreo profundo de muestras de hielo en la Antártida, el proyecto busca obtener información de los registros climáticos y atmosféricos capturada en el perfil de los hielos de la Antártida, obtenida mediante perforación, extracción, análisis de muestras compuestas (al menos 2), y comparando con información semejante de Groenlandia en el (Proyecto de muestras de hielo de Groenlandia (GRIP) y del Proyecto del inlandsis de Groenlandia, GISP). La evaluación de esos registros proporciona información acerca de la variabilidad climática natural y de los mecanismos de cambios climáticos rápidos durante la última época glaciar.
El "Programa ESF EPICA (1996-2005)" coordina en EPICA las actividades de perforación en la Base antártica Concordia en el domo C y en la Estación Kohnen, con financiación de la Comisión Europea y también con contribuciones de Bélgica, Dinamarca, Francia, Alemania, Italia, los Países Bajos, Noruega, Suecia, Suiza, y el Reino Unido.

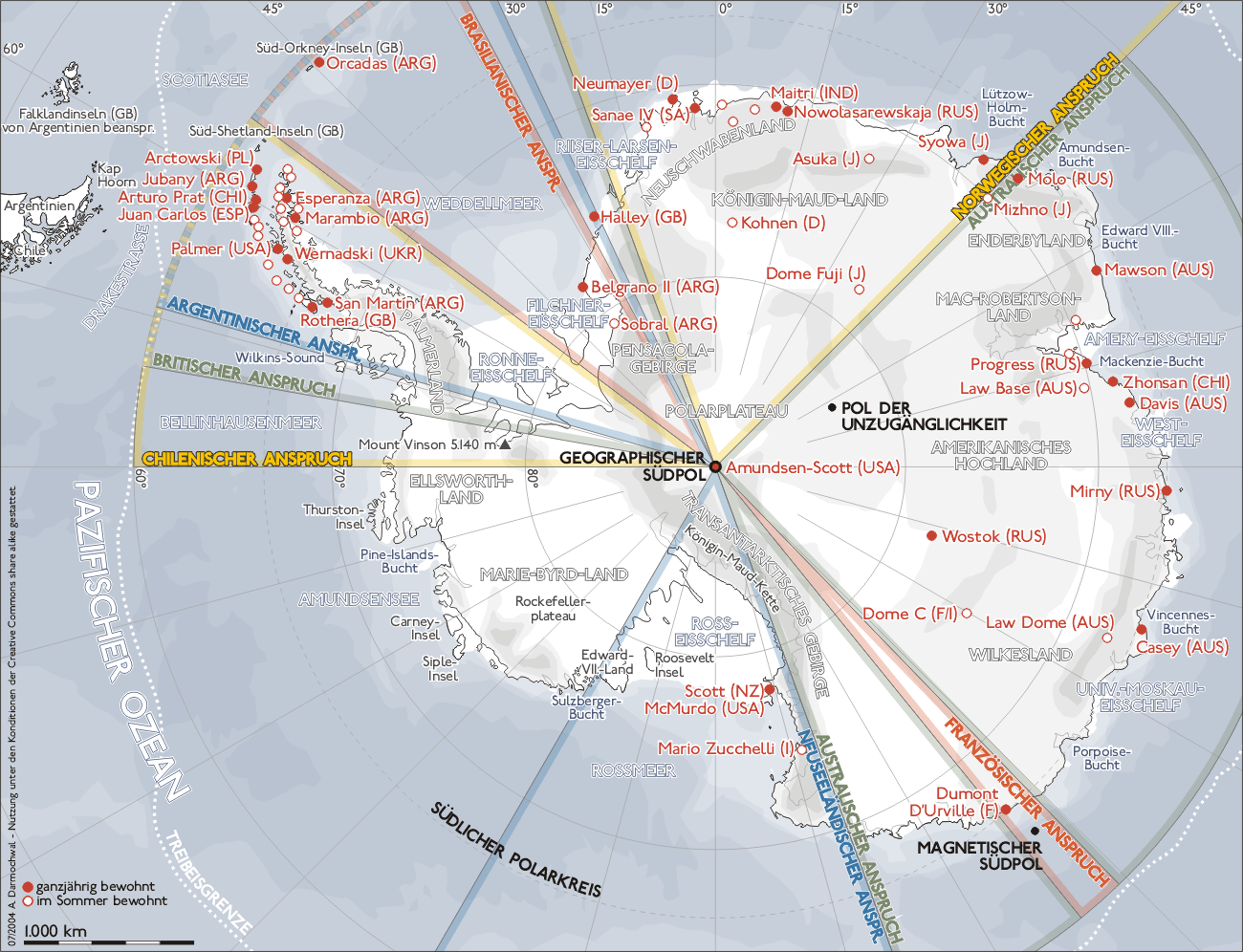
Bases antárticas permanentes.

Evoluciones de la concentración en CO_{2} atmosférico y de sus temperaturas, completadas con datos del EPICA.

Muestras comparadas entre EPICA y Vostok.

## Base antártica Concordia en el domo C
La Base Concordia en el domo C está localizada en (75°06′S 123°21′E / -75.100, 123.350, 3233 m s. n. m., a 560 km de la Base Vostok) y se eligió para obtener muestras lo más inalteradas posibles de cambios ambientales, para caracterizar la variabilidad climática sobre varios ciclos glaciares, y estudiar potenciales forzantes climáticos y su relación con eventos en otras regiones. Las muestras han llegado hasta la capa de hace 740 000 años,  revelando 8 ciclos de edades de hielo. El muestreo se completó aquí en diciembre de 2004, alcanzándose los 3270,2 m, hasta 5 m más arriba del lecho de roca. La temperatura anual media en la actualidad es de -54,5 °C y se producen unas precipitaciones de nieve de 25 mm/año. Se comenzó a publicar la información sobre las muestras el 10 de junio de 2004 en Nature 
La imagen muestra los datos de  deuterio δ (un indicador, proxy de la temperatura: más valores negativos indican temperaturas más bajas) tanto de EPICA como de Vostok. El gráfico de arriba, con el eje x "edad" (años antes de 1950) claramente muestra la información extra de las muestras EPICA, antes de comenzar con los registros Vostok. La imagen inferior, representada en relación con la profundidad, muestra cuan comprimidas están la parte más profunda del muestreo: los primeros 100 ka (ka = 1000 años) de las muestras EPICA están en los primeros 100 m del muestreo.
Antes de 400 ka, el carácter de las edades del hielo se ven algo diferentes: el calentamiento interglaciar es distintamente menor en los cuatro últimos y recientes interglaciares, sin embargo, los periodos interglaciares de antes 400 ka ocupan una mayor proporción de cada ciclo. El interglaciar de hace 400 ka, del cual a su vez coincide en la configuración de los propios parámetros orbitales de la Tierra) parece ser un análogo aproximado al actual interglaciar, y de algo más longitud: 28 ka. El documento en Nature argumenta que si esta analogía se acepta, podría aguardarse que el actual clima continuase tal cual hoy, en ausencia de influencia humana (que se argumenta que no es así, por el incremento del CO2).
Se aguarda que el análisis pueda llegar a 780 ka, posiblemente hasta la inversión magnética de Brunhes-Matuyama.
La muestra escala de tiempo se deriva de la escala de medición de profundidad por un modelo que incorpora variaciones de acumulación de nieve superficiales, espesor de hielo, flujos basales de calor, etc,  y es empíricamente "ajustado" a 4 veces por match de los registros marinos isotópicos.

## Estación Kohnen en la Tierra de la Reina Maud
Esta estación Kohnen se localiza a 75°00′S 00°04′E / -75.000, 0.067, 2892 m s. n. m. en la Tierra de la Reina Maud. Su mayor precipitación anual de nieve y su sensibilidad a las condiciones del Atlántico Sur, permiten estudiar algunos enlaces entre derivas de la circulación del océano Atlántico y eventos climáticos rápidos detectados en Groenlandia.